# 주의기준
|                                                      |
| 불법행위법                                           |
| 영미법 시리즈                                        |
| 과실                                                 |
| 주의의무 · 주의기준                                  |
| 근인 · 사실추정의 원칙                               |
| 과실계산 · 가해자 완전책임                           |
| 과실의 정신적 가해행위                               |
| 구조원칙 · 구조의무                                  |
| 법률상 불법행위                                      |
| 제조물책임법 · 고위험 행위                           |
| 불법침입인 · 승낙출입자 · 고객                       |
| 유인적 위험물                                        |
| 재산관련 불법행위                                    |
| 불법침해 · 컨버전                                    |
| 압류동산회복소송 · 동산점유회복소송 · 횡령물회복소송 |
| 유해물                                               |
| 근린방해 · 라일랜즈 대 플레처 판결                   |
| 의도적 불법행위                                      |
| 폭행위협 · 폭행 · 불법감금                           |
| 정신적 피해                                          |
| 승낙 · 필요 · 자기방어                               |
| 명예관련 불법행위                                    |
| 명예훼손 · 사생활 침해                               |
| 신뢰훼손 · 절차악용                                  |
| 악의적 기소                                          |
| 경제적 불법행위                                      |
| 사기 · 불법적 간섭                                   |
| 음모 · 영업방해                                      |
| 의무, 변론, 구제방법                                 |
| 상대적 과실과 과실 기여                              |
| 명백한 회피 기회 원칙                                |
| 상급자책임 · 동의는 권리침해 성립을 조각             |
| 패륜적 계약에서 채권발생 없다                        |
| 손해배상 · 금지명령                                  |
| 영미법                                               |
| 미국의 계약법 · 미국의 재산법                        |
| 미국의 유언신탁법                                    |
| 미국의 형법 · 미국의 증거법                          |

주의기준(注意基準, Standard of care)은 과실 여부를 판단하기 위한 법적인 판단기준이다.

## 영미법

### 전문인의 주의기준
특정 전문인의 경우 전문인의 보통 주의기준이 판단기준이 되며 의사의 경우 보람테스트(Bolam Test)라고 불리는 주의기준 판단과정을 거친다. 현재 의료인 사이에는 구체적인 진료주의기준이 수립되어 있다. 예를 들어 어린이의 경우는 성인과 다른 주의기준이 별도로 수립되어 있다.

## 같이 보기
- 불법행위

## 참고 문헌
- 서철원,《미국 불법행위법》,법원사, 2005. (ISBN 89-91512-01-1)
- 이상돈,《영미법》,박영사, 2003.
- Black's Law Dictionary 1486 (8th ed. 2004).
- 이태희,임홍근 지음, 법률영어사전, 법문사. 2007. (ISBN 978-89-18-01051-9)